# UNetbootin
UNetbootin (Universal Netboot Installer) es un software multiplataforma que permite la instalación de varias distribuciones GNU/Linux desde una memoria USB o desde un disco duro USB sin necesidad de usar un CD o DVD.

## Desarrollo
UNetbootin está escrito en C++ usando la biblioteca Qt 4 y su código fuente está disponible. La versión Linux está compilada usando g++ y la versión Windows con MinGW32, ambas usando un enlace estático de Qt 4 para no usar bibliotecas externas, existiendo la posibilidad de compilar manualmente el código para incluir un enlace dinámico hacia las bibliotecas Qt.
El ejecutable está comprimido usando UPX para reducir su tamaño.

## Idiomas
La última versión está disponible para los siguientes idiomas:
- Español (es)
- Portugués (pt)
- Francés (fr)
- Italiano (it)
- Chino simplificado (zh)
- Ruso (ru)
- Húngaro (hu)

## Modos

### Instalación en USB
Este modo de instalación crea memorias USB arrancables y unidades de disco duro USB arrancables; se trata de un creador de Live USBs.
- Multiplataforma (disponible para Windows , Linux y Mac).
- Instalación no-destructiva (no formatea el dispositivo), ya que se usa  Syslinux.
- Soporte para las principales distribuciones de Linux (Ubuntu, Fedora, openSUSE, CentOS, Debian, Linux Mint, Arch Linux, Mandriva, Slackware, etc.).
- Permite cargar varias utilidades, como Parted Magic, Super Grub Disk, Ophcrack, BackTrack o Gujin entre otras.
- Se pueden cargar otros sistemas operativos que se hayan descargado en formato de imagen ISO o imágenes de unidades de disquete / disco duro.
- Detección automática de todos los dispositivos extraíbles.
- Instalación en red, similar a Win32-Loader.
- Personalización del núcleo.
- La instalación es la misma que si se hiciera desde el CD/DVD original.
- Permite guardar cambios en Ubuntu y derivados , al soportar persistencia LiveUSB (la preservación de archivos a través de reinicios).

No se soportan múltiples instalaciones en el mismo dispositivo.

### Instalación opcional en el disco duro
Este modo de instalación realiza una instalación de red o "instalación frugal", sin un CD, similar a la realizada por Win32-Loader.
Los rasgos distintivos del UNetbootin son su soporte para una gran variedad de distribuciones de Linux, su portabilidad, su capacidad de carga de imágenes de disco (incluyendo imágenes ISO) y archivos, y su apoyo tanto para Windows, como para Linux. A diferencia de Wubi, y de forma similar a la Win32-Loader, cuando se instala en el disco duro, UNetbootin se instala en una partición,  creando así una configuración de arranque dual entre Linux y Windows.